# Crisi di Nootka

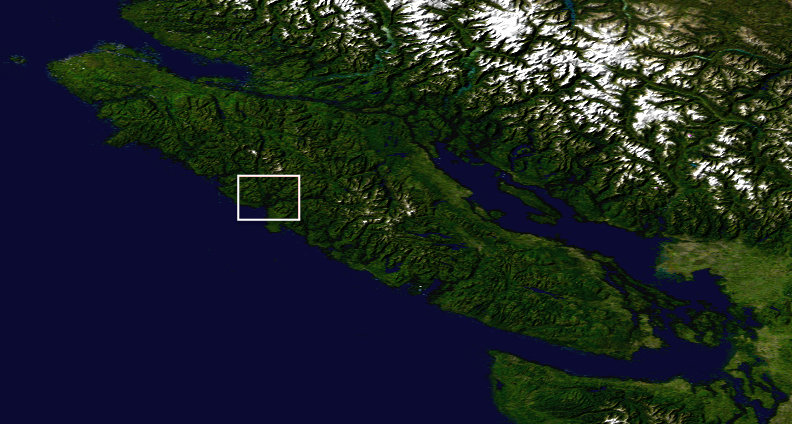
Posizione di Baia di Nootka sull'isola di Vancouver, lungo l'attuale costa canadese sul Pacifico

La crisi di Nootka fu una contesa politica tra Impero britannico e Impero spagnolo, scatenata da una serie di eventi occorsi durante l'estate del 1789 presso la Baia di Nootka, località dove si sviluppa una rete di insenature sulla costa occidentale dell'isola di Vancouver, situata sulla costa pacifica dell'America settentrionale, oggi parte della provincia canadese della Columbia Britannica e del territorio del gruppo Mowachaht dei Nuu-chah-nulth nativi.
La crisi si basava sulla pretesa di entrambi di esercitare la sovranità sul territorio ed i diritti di navigazione e commercio. Il governo britannico chiedeva risarcimenti per l'embargo imposto alle navi, mentre il governo spagnolo si rifiutava di pagare. Entrambi si preparavano per la guerra cercando aiuto tra gli alleati. La crisi si dimostrò complicata, e si risolse pacificamente grazie a tre trattati noti collettivamente come convenzione di Nootka, grazie ai quali la Spagna rinunciò ad alcuni diritti. Il risultato fu una netta vittoria per gli interessi politici e commerciali britannici. La convenzione di Nootka aprì agli britannici le porte dell'espansione nel Pacifico.

## Contesto
L'America nord-occidentale era stata scarsamente esplorata dalle navi europee prima della metà del XVIII secolo. Alla fine del secolo molte nazioni erano in lizza per il controllo della regione, tra cu i Gran Bretagna, Spagna, Russia e Stati Uniti d'America.
Per secoli la Spagna aveva reclamato l'intera costa pacifica dell'America meridionale e settentrionale. Questa pretesa si basava su molte fonti. Nel 1493 Papa Alessandro VI aveva emanato la bolla papale nota come Inter caetera, dividendo l'emisfero occidentale in zone spagnole e portoghesi, assicurando quasi tutto il Nuovo Mondo alla Spagna. Questo accordo fu ribadito nel trattato di Tordesillas del 1494. Nel 1513 Balboa attraversò l'istmo di Panama reclamando formalmente tutte le coste bagnate dall'oceano Pacifico. Col passare degli anni i criteri di acquisizione della sovranità territoriale cambiarono, richiedendo "precedente scoperta" ed "effettiva occupazione". La Spagna affermò di aver scoperto la costa nord-occidentale dell'America settentrionale citando i viaggi di Juan Rodríguez Cabrillo nel 1542, di Ferrelo nel 1543 e di Sebastián Vizcaíno nel 1602-03. Nessuno di loro aveva però superato il 44º parallelo, per cui la Spagna non aveva "effettivamente colonizzato" i territori a nord del Messico. A metà del XVIII secolo i russi iniziarono ad esplorare l'Alaska, fondando centri di commercio di pelli, ricevendo la risposta della Spagna sotto forma di base navale costruita a San Blas, Messico, usata come punto di partenza per le esplorazioni nella regione. L'obiettivo dei viaggi era quello di quantificare la minaccia russa garantendosi i diritti di "precedente scoperta", e furono accompagnati dalla fondazione di "effettivi insediamenti" in Alta California.
James Cook, della Royal Navy, esplorò la costa pacifica, compresa la Baia di Nootka, nel 1778. I suoi diari furono pubblicati nel 1784 e destarono grande interesse per le potenzialità della regione nel commercio delle pelli. Anche prima del 1784 alcuni scritti non autorizzati raccontavano ai britannici i possibili guadagni. Il primo mercante britannico ad arrivare sulla costa nord-occidentale dopo Cook fu James Hanna, nel 1785. I racconti dei ricchi affari fatti in Cina da Hanna nel commercio di pelli convinse molti altri britannici a seguirne le orme.
La visita di Cook a Nootka sarebbe in seguito stata usata dai britannici per reclamare la proprietà della regione, anche se Cook non aveva preso formalmente possesso della zona. La Spagna ribatté citando Juan Pérez, il quale calò l'ancora a Nootka nel 1774.
Alla fine degli anni ottanta del XVIII secolo nella Baia di Nootka vi era il porto più importante del nord-ovest. Russia, Gran Bretagna e Spagna si mossero per occupare il territorio..
John Meares fu uno dei primi britannici a dedicarsi al commercio di pelli nella regione. Dopo un viaggio in Alaska durante il 1786-87 durante il quale si ammalò, Meares tornò sulla costa nord-occidentale nel 1788. Giunse presso la Baia di Nootka al comando della Felice Adventurero, assieme alla Iphigenia Nubiana di William Douglas. Le navi furono registrate a Macao, una colonia portoghese in Cina, per evitare il monopolio britannico sul Pacifico della Compagnia britannica delle Indie Orientali. Le navi non britanniche non avevano bisogno di una licenza rilasciata dalla Compagnia.
In seguito Meares affermò che Maquinna, un capo dei Nuu-chah-nulth che abitavano Nootka, gli aveva venduto il terreno sulla costa di Friendly Cove entro la Baia di Nootka in cambio di pistole e beni di commercio, e di aver eretto su quel terreno un qualche tipo di edificio. Queste richieste divennero un punto chiave della presa di posizione britannica durante la crisi di Nootka. La Spagna negava fortemente entrambe le rivendicazioni di Meares, e non si riuscì mai a stabilire la verità. A parte la terra e gli edifici, non c'è dubbio che un gruppo formato da uomini di Meares comprò lo sloop North West America. Fu varato nel settembre del 1788, il primo vascello non indigeno costruito nel Pacifico nord-occidentale. Il North West America avrebbe anche giocato un ruolo importante nella crisi di Nootka, essendo uno dei vascelli che subirono esproprio spagnolo.
Alla fine dell'estate Meares partì con tre navi.
Durante l'inverno del 1788-89 Meares si trovava a Canton in Cina, dove con altre persone formò un'associazione chiamata Associated Merchants Trading to the Northwest Coast of America. Furono stesi progetti per far partire più navi nel 1789, tra cui la Princess Royal guidata da Thomas Hudson, e la Argonaut di James Colnett. Il consolidamento dei commerci di pelli condotti dalle compagnie di Meares e Etches (King George's Sound Company) portò James Colnett ad ottenere il controllo generale. Gli ordini di Colnett nel 1789 erano di stabilire permanenti basi commerciali nella Baia di Nootka, basandosi sulle precedenti rivendicazioni di Meares. Alla fine dell'estate Meares partì con tre navi.
Durante l'inverno del 1788-89 Meares si trovava a Canton in Cina, dove con altre persone formò un'associazione chiamata Associated Merchants Trading to the Northwest Coast of America. Furono stesi progetti per far partire più navi nel 1789, tra cui la Princess Royal guidata da Thomas Hudson, e la Argonaut di James Colnett. Il consolidamento dei commerci di pelli condotti dalle compagnie di Meares e Etches (King George's Sound Company) portò James Colnett ad ottenere il controllo generale. Gli ordini di Colnett nel 1789 erano di stabilire permanenti basi commerciali nella Baia di Nootka, basandosi sulle precedenti rivendicazioni di Meares.
Mentre i mercanti britannici si organizzavano, gli spagnoli proseguivano nel tentativo di rendere sicuro il nord-ovest. All'inizio la Spagna si preoccupava soprattutto delle attività russe in Alaska. Durante un viaggio in Alaska nel 1788 Esteban José Martínez scoprì che i russi avevano intenzione di costruire un avamposto nella baia. Questo, assieme all'uso di Nootka sempre maggiore fatto dai britannici, convinse gli spagnoli della necessità di ribadire una volta per tutte la propria sovranità sulla costa. Furono stesi i piani per la colonizzazione della Baia di Nootka, nella speranza di mantenere il controllo della costa fino alle prime costruzioni russe allo Stretto di Prince William. Alla fine dell'estate Meares partì con tre navi.
Il viceré della Nuova Spagna, Manuel Antonio Flores, disse a Martínez di occupare la baia costruendo qualche struttura, e chiarendo che la Spagna aveva formalmente colonizzato la zona.
All'inizio del 1789 la spedizione spagnola guidata da Martínez giunse presso la Baia di Nootka. Le forze erano composte dalla nave da guerra Princesa, comandata da Martínez, e dalla San Carlos di Gonzalo López de Haro.

## Incidente di Nootka

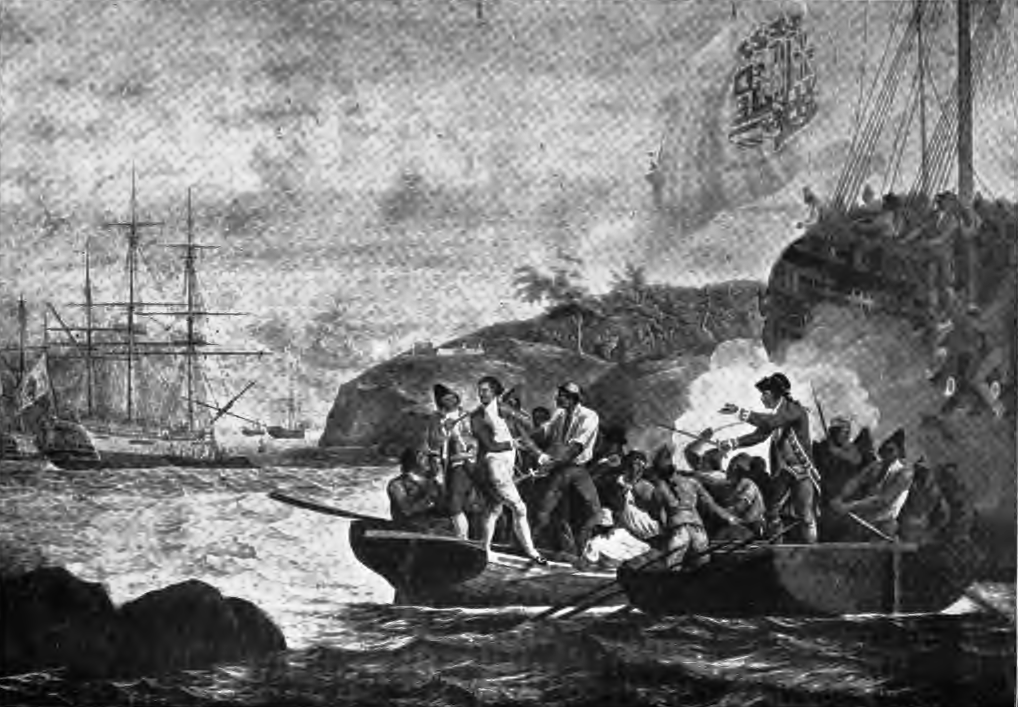
Sequestro del capitano Colnett

Martínez giunse nella Baia di Nootka il 5 maggio 1789, e vi trovò tre navi. Due erano statunitensi, la Columbia Rediviva e la Lady Washington, ed avevano passato l'inverno all'interno della baia. Britannica invece era la Iphigenia. Fu espropriata ed il suo capitano, William Douglas, arrestato. Dopo pochi giorni Martínez liberò Douglas e la sua nave ordinandogli di andarsene e di non tornare.
L'8 giugno la North West America, guidata da Robert Funter, arrivò a Nootka e venne sequestrata da Martínez. Lo sloop fu rinominato in Santa Gertrudis la Magna ed usato per esplorare la regione. A José María Narváez fu dato il comando della nave, ed egli partì inoltrandosi nello Stretto di Juan de Fuca. In seguito Martínez affermò che Funter aveva abbandonato il vascello. Martínez fornì provviste alla Iphigenia, e disse che il sequestro della North West America era solo a scopo cautelativo per garantirsi il pagamento delle provviste fornite.
Il 24 giugno, di fronte ai britannici ed agli statunitensi presenti nella baia, Martínez fece una cerimonia ufficiale per prendere possesso di tutta la costa in nome della Spagna.
Il 2 luglio entrarono in porto le navi britanniche Princess Royal ed Argonaut. La Princess Royal fu la prima, e Martínez ordinò al capitano Thomas Hudson di tornarsene subito in Cina e di non ritornare. Quella stessa sera arrivò la Argonaut, e Martínez la requisì arrestando Colnett, la sua ciurma e gli operai cinesi che Colnett aveva ingaggiato. Oltre ai cinesi, la Argonaut trasportava molto materiale. Colnett disse che era destinato alla costruzione di un nuovo insediamento presso la baia. Per Martínez si trattava di una violazione della sovranità spagnola. Dopo un acceso dibattito Martínez fece arrestare Colnett.

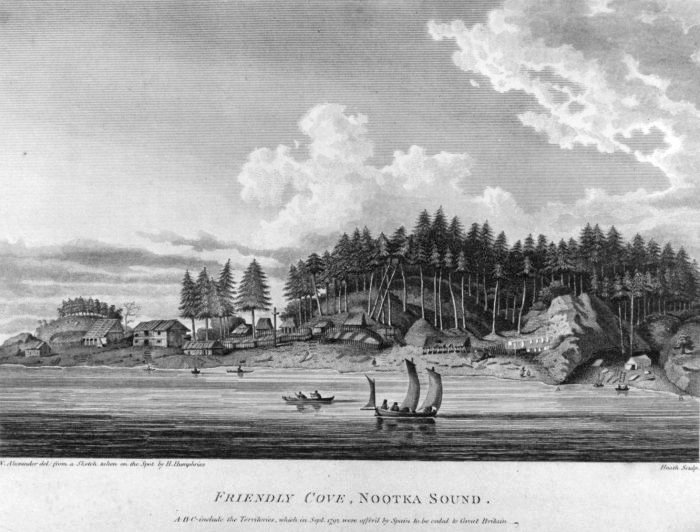
Friendly Cove

Martínez obbligò gli operai cinesi imbarcati sulla Argonaut ad erigere Forte San Miguel ed a migliorare le altre fortificazioni spagnole. Tra il materiale della Argonaut c'era anche il necessario per la costruzione di una nuova nave. Dopo il ritorno di Narváez sulla Santa Gertrudis la Magna (la ex North West America), Martínez usò questo materiale per migliorare la nave. Alla fine del 1789 la Santa Gertrudis la Magna era a San Blas, dove fu smantellata. I pezzi furono riportati alla Baia di Nootka nel 1790 da Francisco de Eliza ed usati per la costruzione di uno schooner battezzato Santa Saturnina. Questo vascello, terza incarnazione della North West America, fu poi usato da Narváez nel 1791 durante l'esplorazione dello stretto di Georgia.
Il 12 luglio Hudson tornò a Nootka con la Princess Royal. Non aveva intenzione di entrare in porto, ma fu rallentato da una bonaccia e catturato dagli spagnoli.
Gli indiani Nuu-chah-nulth beneficiavano del commercio di pelli con i britannici, e furono contrariati dal sequestro delle navi britanniche effettuato dagli spagnoli. Il 13 luglio uno dei capi Nuu-chah-nulth, Callicum figlio di Maquinna, si incontrò con Martínez a bordo della neo requisita Princess Royal. L'approccio e le urla di Callicum spaventarono gli spagnoli, e per qualche motivo Callicum fu ucciso con un'arma da fuoco. Le varie fonti si contraddicono su come successe il fatto. Alcuni dicono che Martínez sparò un colpo di avvertimento e che un vicino marinaio spagnolo, pensando che Martínez l'avesse semplicemente mancato, uccise Callicum. Un'altra fonte afferma che Martínez voleva colpire Callicum ma che il suo moschetto fece cilecca, e quindi l'altro marinaio sparò per lui. Le fonti sono discordi anche sul motivo per cui Callicum era arrabbiato, per il sequestro delle navi, per il furto di legname fatto dagli spagnoli o per altro. In ogni caso l'evento scatenò una lotta tra spagnoli e Nuu-chah-nulth che durò per anni. Maquinna, temendo per la propria vita, fuggì a Clayoquot Sound spostando il proprio popolo da Yuquot ad Aoxsha, lontano dagli spagnoli.
Il 14 luglio la Argonaut salpò verso San Blas, con un equipaggio spagnolo e Colnett coi suoi uomini prigionieri. Due navi la seguirono, la Princess Royal e la San Carlos.
Le statunitensi Columbia Rediviva e Lady Washington, mercantili, rimasero in zona per tutta l'estate, ancorandosi a volte in Friendly Cove. Martínez non si preoccupò di loro, anche se le sue istruzioni dicevano di impedire ad ogni non-spagnolo il commercio entro la Baia di Nootka. La ciurma catturata della North West America fu mandata sulla Columbia prima che gli statunitensi partissero per la Cina.
Altre due navi statunitensi giunsero a Nootka Sound quella stessa stagione. La Fair American, guidata da Thomas Humphrey Metcalfe, fu catturata da Martínez all'arrivo. La nave sorella, la Eleanora pilotata dal padre di Humphrey, Simon Metcalfe, fu quasi catturata ma riuscì a fuggire.
Il 29 luglio 1789 gli spagnoli rifornirono la Aranzazu giunta da San Blas con l'ordine del viceré Flores di evacuare Nootka Sound entro la fine dell'anno. Alla fine di ottobre gli spagnoli avevano terminato l'abbandono. Tornarono a San Blas con la Princess Royal e la Argonaut, con i rispettivi capitani e le ciurme come prigionieri, oltre alla Fair American. La catturata North West America, rinominata Santa Gertrudis la Magna, fece da sola il viaggio verso San Blas. La Fair American fu liberata all'inizio del 1790. L'incidente di Nootka non portò a nessuna crisi delle relazioni tra Stati Uniti e Spagna.
Alla fine del 1789 il viceré Flores era già stato sostituito da Juan Vicente de Güemes Padilla Horcasitas y Aguayo, che era determinato a proseguire l'occupazione della Baia di Nootka e della costa pacifica. Martínez, che si era assicurato la protezione di Flores, divenne un capro espiatorio nel nuovo regime. Il comandante della base navale di San Blas, Juan Francisco de la Bodega y Quadra, prese il posto di Martínez come capo della base di Nootka. Venne organizzata una nuova spedizione, e, all'inizio del 1790, la Baia di Nootka fu rioccupata dagli spagnoli di Francisco de Eliza. La flotta mandata a Nootka nel 1790 era la più grande forza spagnola mai mandata nel nord-ovest.

## Crisi di Nootka
Le notizie degli avvenimenti della Baia di Nootka raggiunsero Londra nel 1790. I principali statisti che si occuparono della faccenda furono William Pitt il Giovane, il primo ministro britannico, e José Moñino, conte di Floridablanca, primo ministro spagnolo.
Pitt affermò che i britannici avevano il diritto di commerciare in ogni territorio spagnolo, anche se la legge spagnola lo vietava. Sapeva che questa pretesa era indifendibile, ed era chiaro che voleva andare alla guerra, ma si sentiva spinto a farlo dall'indignazione scatenata in Gran Bretagna dalla cosa. La vittoria diplomatica britannica durante la crisi di Nootka permise a Pitt di guadagnare prestigio e popolarità.
Nell'aprile del 1790 John Meares giunse in Gran Bretagna confermando varie voci, ed affermando di aver comprato la terra e di aver costruito un insediamento a Nootka prima di Martínez, gettando benzina sul fuoco dell'odio anti-spagnolo. A maggio la Camera dei Comuni chiese alla Royal Navy di iniziare i preparativi per le ostilità. Un ultimatum fu consegnato alla Spagna.
Meares pubblicò un racconto dei suoi viaggi nel 1790, guadagnandosi l'attenzione generale, soprattutto alla luce della crisi in corso. Meares non descriveva solo i viaggi sulla costa nord-occidentale, ma evidenziava la possibilità di una grande rete economica tra America, Cina, Giappone, Hawaii e Gran Bretagna. La sua visione avrebbe richiesto la perdita del potere monopolistico della Compagnia britannica delle Indie Orientali e della South Sea Company. Alla fine la proposta di Meares fu accolta, ma non prima del termine delle Guerre napoleoniche.
Gran Bretagna e Spagna inviarono potenti flotte l'una contro l'altra come dimostrazione di forza. Ci fu la possibilità di scatenare una guerra se le due flotte si fossero incontrate, ma non successe.
La Francia giocò un ruolo chiave nel conflitto. Francia e Spagna erano alleati per mezzo del Patto di famiglia tra le regnanti case dei Borboni. La flotta combinata franco-spagnola sarebbe stata una grave minaccia per la Royal Navy britannica. La Rivoluzione francese era scoppiata nel luglio del 1789 ma non avrebbe raggiunto livelli seri prima dell'estate del 1790. Luigi XVI di Francia era ancora il re e l'esercito francese era praticamente intatto. In risposta alla crisi di Nootka la Francia mobilitò la propria marina. Alla fine di agosto, però, il governo francese decise di non voler essere coinvolto. L'Assemblea Nazionale Francese, con il potere aumentato, dichiarò che la Francia non sarebbe entrata in guerra. La posizione della Spagna era quindi diventata insostenibile, e furono avviati i negoziati per risolvere diplomaticamente la questione.
La Repubblica delle Sette Province Unite forniva supporto navale ai britannici durante la crisi di Nootka, dopo che i Paesi Bassi aveva voltato le spalle alla Francia per allearsi con Gran Bretagna. Questo fu il primo test della Triplice Alleanza tra Gran Bretagna, Prussia e Paesi Bassi.
Senza il supporto francese, la Spagna negoziò per evitare la guerra, e la prima convenzione di Nootka fu firmata il 28 ottobre 1790.

## Convenzione di Nootka
La prima convenzione di Nootka risolse la crisi in generale. Veniva sancito che la costa nord-occidentale era aperta al commercio sia spagnolo sia britannico, che le navi britanniche requisite sarebbero state riconsegnate ai legittimi proprietari con un'indennità pecuniaria. Inoltre sarebbe stata ripristinata la terra un tempo posseduta dagli britanniche presso la Baia di Nootka. Gli spagnoli sostenevano che si trattava solo del piccolo terreno in cui Meares aveva costruito la North West America. Secondo gli britanniche, invece, Meares aveva comprato tutta la baia da Maquinna, oltre a tutto il territorio a sud. Fino al chiarimento della questione, che richiese molti anni, gli spagnoli avevano il controllo della Baia di Nootka mantenendo una guarnigione presso il forte di Friendly Cove.
Per complicare la faccenda, cambiò il ruolo dei Nuu-chah-nulth che erano nel frattempo diventati sospettosi ed ostili nei confronti della Spagna dopo l'assassinio di Callicum del 1789. Gli spagnoli lavorarono duro per riappacificarsi, ed al tempo della stesura della convenzione i Nuu-chah-nulth erano praticamente alleati degli spagnoli. Questo sviluppo fu in gran parte dovuto ad Alessandro Malaspina ed ai suoi ufficiali durante la loro permanenza a Nootka, nel 1791. Malaspina fu in grado di riconquistare la fiducia di Maquinna e la promessa che gli spagnoli avrebbero avuto i diritti di possesso sulla Baia.
I negoziati tra britannici e spagnoli sui dettagli della convenzione si svolsero presso Nootka nell'estate del 1792, vedendo anche l'arrivo di Juan Francisco de la Bodega y Quadra. Il negoziatore britannico fu George Vancouver, il quale giunse il 28 agosto 1792.
Nonostante Vancouver e Bodega y Quadra fossero amici, il loro negoziato non fu semplice. La Spagna avrebbe voluto stabilire come confine lo stretto di Juan de Fuca, mentre Vancouver chiedeva anche il possesso del fiume Columbia. Vancouver chiedeva anche che l'avamposto spagnolo di Neah Bay. Bodega y Quadra voleva la Baia di Nootka, cosa che Vancouver non poteva accettare. Alla fine i due decisero di esporre la situazione ai rispettivi governi.
Nel 1793 Gran Bretagna e Spagna divennero alleati in una guerra contro i francesi. La soluzione del problema di Nootka divenne meno importante. L'11 gennaio 1794 fu firmato un accordo grazie al quale entrambe le nazioni si impegnavano ad abbandonare la Baia di Nootka, con un passaggio ufficiale di Friendly Cove alla Gran Bretagna.
Il trasferimento ufficiale avvenne il 28 marzo 1795. Il generale Álava rappresentava la Spagna, mentre il tenente Thomas Pearce la  Gran Bretagna. La bandiera britannica fu alzata ed abbassata. In seguito Pearce consegnò la bandiera a Maquinna, chiedendogli di issarla ogni qualvolta avesse visto navi all'orizzonte.
Con la convenzione di Nootka Gran Bretagna e Spagna si impegnarono a non stabilire basi permanenti presso la Baia di Nootka, lasciando aperto l'ormeggio alle navi di entrambi i paesi, ed impegnandosi ad impedire ad altri la presa di possesso della regione.

## Conseguenze
Le convenzioni di Nootka vengono a volte descritte come accettazione della Spagna di ritirarsi dalla costa nord-occidentale, anche se questo non era in realtà richiesto.
Da un punto di vista generale, la convenzione indebolì il concetto in base al quale una nazione poteva reclamare la sovranità senza fondare insediamenti. Non era più sufficiente la concessione papale, o il "diritto di prima scoperta". Doveva esserci un'occupazione materiale del territorio.
Ai mercanti britannici fu vietato comunque il commercio diretto con l'America spagnola. La Gran Bretagna, comunque, era diventata la principale potenza della costa del Pacifico di nord-ovest.
I diritti spagnoli sul Pacifico nord-occidentale furono in seguito acquistati dagli Stati Uniti attraverso il Trattato Adams-Onís, firmato nel 1819. Gli Stati Uniti credevano di aver comprato dalla Spagna i diritti esclusivi, e questo malinteso portò alla disputa sui confini dell'Oregon. In risposta alle pretese statunitensi, i britannici citarono la convenzione di Nootka. Questa disputa si risolse solo con la firma del Trattato dell'Oregon nel 1846, che divideva il territorio conteso istituendo quello che sarebbe diventato il confine tra Canada e Stati Uniti.